# Евальд Цебуля
Е́вальд Цебу́ля (пол. Ewald Cebula; нар. 22 березня 1917, Свентохловіце, Німецька імперія — пом. 1 лютого 2004, Хожув, Польща) — польський футболіст та тренер, виступав на позиції нападника, півзахисника та захисника.

## Клубна кар'єра
Футбольну кар'єру розпочав у 1926 році в юнацькій команді клубу «Сілезія» (Свентохловіце), у 1930-х роках був переведений до першої команди. З 1939 по 1941 році виступав у створеному на базі «Сілезії» нацистському німецькому клубі ТуС (Свентохловіце). Сезон 1944/45 років провів в італійській «Анконітана». У 1946 році повернувся до Польщі, де протягом двох років виступав у відродженій «Сілезії» (Свентохловіце). У 1947 році досвідчений Евальд перейшов до хожівського «Руху». Будучи гравцем «Руху» двічі виграв чемпіонат Польщі (1951 та 1952); однак титул 1951 року був присуджений футбольною асоціацією не за перемогу в лізі, а за перемогу в Кубку Польщі. У сезоні 1952 році оформив чемпіонський титул не лише як гравець, але як і тренер; на даний час вище вказане досягнення залишилося унікальним для чемпіонату Польщі.

## Кар'єра в збірній
Виступав у складі збірної Польщі, також провів один поєдинок за олімпійську збірну країни. Був одним з небагатьох футболістів, які грали в збірній як до початку, так і по завершенні Другої світової війни; дебютував за кадру у 1939 році (в поєдинку проти Швейцарії), також до початку війни зіграв проти збірної Угорщини (цей матч вважається одним з кращим для збірної Польщі у міжвоєнний період). Продовжив кар'єру в збірній по завершенні війни — 1948 року зіграв проти Чехословаччини, а в 1952 році — проти Болгарії та Угорщини. У футболці головної збірної країни зіграв 5 матчів. Також у 1952 році виступав на олімпійських іграх у Гельсінках, взяв участь у переможному поєдинку проти Франції, але не зіграв у поєдинку проти данців (у тому матчі поляки поступилися з рахунком 0:2).

## Кар'єра тренера
По завершенні кар'єри гравця (у 1952 році) зосередився на тренерскій роботі. Вже наступного року знову привів «Рух» до чемпіонства. Також очолював «Рух» у 1960 році, цей період припав на перерву у роботі двох угорських фахівців — Яноша Штайнера та Лайоша Шолара. 
Окрім цього, двічі виграв титул чемпіона Польщі як тренера «Гурника» (Забже): у сезоні 1963 року, коли він очолював команду з ще зовсім юним Влодзімієжа Любанського та 1964 року, проте не пропрацював до завершення сезону; розпочав працювати самостійно, потім співпрацював з Феліксом Каролеком та Губертом Сколіком, і, зрештою, ця трійця по ходу сезону змінила угорця Ференца Фарсанга.
Будучи одним із тренерів польської збірної (разом з Тадеушем Форісом), доклав зусиль у легендарному переможному поєдинку проти збірної СРСР (2:1) в Сілезькому стадіоні в Хожуві 1957 року.
У 1995 році йому було присвоєно звання почесного члена ПЗПН.

## Досягнення

### Як гравця
- Перша ліга Польщі
  -  Чемпіон (2): 1951, 1952

- Кубок Польщі
  -  Володар (1): 1951

### Як тренера
- Перша ліга Польщі
  -  Чемпіон (2): 1953, 1960